# Josef Bartuška
Josef Bartuška (28. května 1898, Rozovy (Temelín) – 9. října 1963, Rudolfov) byl český básník, grafik, malíř, fotograf, kritik, autor poetických divadelních a filmových libret, scénograf, hudebník, pedagog, zakladatel skupiny Linie a šéfredaktor stejnojmenného časopisu.

## Život
Absolvoval obecnou školu v Úsilném a poté studoval na státní reálce v Českých Budějovicích. Z kvarty přešel roku 1913 na Státní koedukační učitelský ústav, kde 1917 maturoval. Působil pak jako učitel v Českých Budějovicích, Borovanech, Úsilném, Chotýčanech, Libníči. Roku 1924 byl přeložen na menšinovou školu v Českých Velenicích a na Vitorazsku působil do roku 1930, než byl přeložen na malou českobudějovickou předměstskou školu ve Vrátu. V roce 1942 byl jmenován řídícím učitelem na obecné škole v Rudolfově, kde působil až do důchodu 1959. Zemřel v Rudolfově roku 1963.
Roku 1930 založil v Českých Budějovicích umělecké sdružení Kontakt, kde kromě Josefa Bartušky působili Oldřich Nouza, J. Kotrlý, Richard Lander a Miroslav Haller. Bartuška pak v létě 1931 založil umělecké avantgardní sdružení Linie a stal se šéfredaktorem časopisu Linie, který vycházel až do června 1938. Jako pedagog se za války a v poválečných letech věnoval výtvarné výchově svých žáků, z nichž někteří získali mezinárodní uznání.

## Dílo
Od počátku 20. let Josef Bartuška publikoval básně v novinách a časopisech Pramen, Niva, Republikán, Apollon, Kormidlo, Archa, Cesta, Pramen, Host, Jih, Tvar, Národní listy a vydával, většinou vlastním nákladem, útlé sbírky básní. Jeho básnická i výtvarná tvorba byla inspirována Devětsilem a meziválečnou avantgardou.
Na konci 20. let se přiklonil k abstrakci a vydal společně s Oldřichem Nouzou Manifest imaginerního prostoru (Sdružení 2, 1931), obsahující abstraktní linorytové ilustrace, a dvě knihy básní a kreseb: Infinitivy (výkřiky, vůně, šelesty, resonance), 1929, s obálkou ovlivněnou futurismem, a Kornout (neperiodický leták číslo 1), 1931. Kornout, v podobě vertikálního leporela s originálně koncipovanou typografií naznačující spirální pohyb, anticipoval některé netradiční básnické edice ze 60. let.
Tvorbou Devětsilu byla ovlivněna také Bartuškova divadelní, taneční a filmová libreta a rozhlasová tvorba: Láska z výkladní skříně, 1929 (inscenace 1931), Prodavač ilusí, 1932, Fotogram - Báseň noci, 1933, Jaro - libreto pro úzký film, 1936. Na základě jeho působení v divadle a jeho zájmu o fotografii je možné předpokládat, že znal některé Funkeho fotografie stínů, které použil E.F. Burian v inscenaci Syngových Jezdců k moři roku 1929.
Název básnické sbírky Stínohra (1930) souvisí s částí Bartuškovy fotografické tvorby, kde se hlavním tématem stal motiv vrženého stínu. O důležitosti, kterou přikládal souboru Stínoher, svědčí také jeho nevydaný rukopis Člověk s kamerou (1937), který se zachoval v pozůstalosti Jaromíra Funkeho. Bartuška pravděpodobně z výstav Devětsilu znal také Man Rayovy fotogramy a sám některé vytvořil (Bez názvu, fotogram, 1932). Zabýval se také fotografickými kolážemi, ale většinu z nich po jeho smrti jeho žena zničila.
Bartuška se ve fotografii věnoval hmotným texturám a zachycoval detaily stop v hlíně. Považoval je za "zápis života a jeho pohybu" a " svědectví dějů a tvarů, tvorů a věcí". Nazýval je fotografiemi neskutečných krajin (Bez názvu, 1939). Jeho zájem o abstraktní materiálové a civilizační struktury představuje nový pohled na fotografii a předznamenává poválečný vývoj umění směrem ke strukturální abstrakci.
Jako malíř byl Bartuška samouk. Jeho rané malířské dílo bylo ovlivněno artificialismem Toyen a Jindřicha Štyrského. V grafice přejal sociálně angažovaný styl politického konstruktivismu německé Die Gruppe progressiver Künstler, založené roku 1920 v Kolíně nad Rýnem. V českém prostředí tuto skupinu zastupoval učitel na Státní grafické škole v Praze Augustin Tschinkel. Bartuška si oblíbil techniku linorytu a roku 1934 své práce vydal spolu s Oldřichem Nouzou ve formě grafického alba, jako čtvrtý svazek edice Linie. Ve druhé polovině 30. let uveřejňoval politické kresby, zejména k válce ve Španělsku.
Bartuška se po několik let intenzivně věnoval koláži z barevných papírů. Ve 20. letech byla jejich tématem převážně Praha, v letech 1931-1932 vytvořil rozsáhlý soubor koláží, který má patrně nejblíže ke knižním obálkám Josefa Čapka. Připomíná o patnáct let mladší poválečné koláže Henri Matisse (1947) a v českém umění je ojedinělý (Bez názvu, 1931-1932).
Počátkem války přispíval didaktickými články do časopisu Kreslíme, kterého vyšly celkem 3 ročníky, než byl zrušen (1939-1942).

### Zastoupení ve sbírkách
- Alšova jihočeská galerie v Hluboké nad Vltavou
- Moravská galerie v Brně
- Muzeum umění Olomouc

### Výstavy

#### Autorské
- 1988 Josef Bartuška: výběr z díla, Kabinet grafiky, Dům umění města Brna
- 1989 Josef Bartuška: Fotografie z 30. let, Galerie v předsálí, Blansko
- 1998 Josef Bartuška: Fotografie ze 30. let, Galerie U Řečických, Praha
- 2016 Josef Bartuška: Stíny života (Josef Bartuška a fotografická tvorba ze 30. a 40. let 20. století), Wortnerův dům Alšovy jihočeské galerie, České Budějovice

#### Společné (výběr)
- 1963 Fotografická avantgarda, Alšova jihočeská galerie, zámecká jízdárna, Hluboká nad Vltavou
- 1980 Antifašismus - naše vyznání, Kulturní a informační středisko NDR, Praha 1
- 1984 Linie - literární tvorba, Krajské středisko státní památkové péče a ochrany přírody (KSSPPOP), České Budějovice
- 1984 Linie - výtvarná tvorba, Muzeum dělnického revolučního hnutí jižních Čech, České Budějovice
- 1985 Czeska fotografia 1918-1938, Muzeum Sztuki w Łódzi, Lodž
- 1986/1987 České umění 20. století, Alšova jihočeská galerie, zámecká jízdárna, Hluboká nad Vltavou
- 1988 Linie / barva / tvar, Dům U Kamenného zvonu, Praha
- 1989 Linie / barva / tvar, Dům U Jonáše, Pardubice
- 1989 Linie / barva / tvar, Alšova jihočeská galerie, zámecká jízdárna, Hluboká nad Vltavou
- 1993 El Arte de la Vanguardia en Checoslovaquia 1918 - 1938 / The Art of the Avant-garde in Czechoslovakia 1918 - 1938, Instituto Valenciano de Arte Moderno (IVAM), Valencie
- 1993 Umění pro všechny smysly: Meziválečná avantgarda v Československu, Valdštejnská jízdárna, Praha
- 1999 Modern Beauty: Tschechische Avantgarde - Fotografie 1918 - 1948, Die Neue Sammlung: Staatliches Museum für angewandte Kunst, Mnichov
- 2003/2004 České umění XX. století, Alšova jihočeská galerie v Hluboké nad Vltavou
- 2004 Avantgarda o mnoha médiích: Josef Bartuška a skupina Linie 1931 - 1939, Obecní dům (Reprezentační dům obce pražské), Praha
- 2005 Avantgarda o mnoha médiích: Josef Bartuška a skupina Linie 1931 - 1939, Místodržitelský palác, Brno
- 2007/2008 Foto: Modernity in Central Europe, 1918-1945, National Gallery of Art, Washington D.C.
- 2007/2008 Foto: Modernity in Central Europe, 1918-1945, The Solomon R. Guggenheim Museum, New York City
- 2009 Tschechische Fotografie des 20. Jahrhunderts, Bundeskunsthalle, Bonn
- 2010 Česká koláž ze sbírky Pražské plynárenské, Galerie Smečky, Praha
- 2011 A Hard, Merciless Light. The Worker Photography Movement, 1926-1939, Museo Nacional Centro de Arte Reina Sofía, Madrid
- 2011/2012 V plném spektru. Fotograﬁe 1900-1950 ze sbírky Moravské galerie v Brně, Pražákův palác, Brno
- 2012 Civilizované iluze: Fotografická sbírka Muzea umění Olomouc, Muzeum umění Olomouc
- 2016/2017 Cesty imaginace - Meziválečná avantgarda ze sbírek Alšovy jihočeské galerie, Galerie moderního umění v Roudnici nad Labem
- 2018 Naše koláže, Galerie Smečky, Praha

### Grafika
- Josef Bartuška, Oldřich Nouza, Grafika, edice Linie sv. 6, České Budějovice 1934

### Básnické sbírky
- 1923 Velikonoce, vl. nákladem, České Budějovice
- 1927 Vitorazsko, Vavřík a Chalanda, Břeclav
- 1927 Brouček v růžové zahradě, Vavřík a Chalanda, Břeclav
- 1928 Den v Tatrách, vl. nákladem, České Budějovice
- 1928 Jižní Čechy, vl. nákladem, České Budějovice
- 1929 Krajina ve vřesu (s. J. Hořejšem), vl. nákladem, České Budějovice
- 1929 Město na hranicích, vl. nákladem, České Budějovice
- 1929 Infinitivy (s O. Nouzou), vl. nákladem, České Budějovice
- 1930 Stínohra, vl. nákladem, České Budějovice
- 1931 Melancholická promenáda, vl. nákladem, České Budějovice
- 1931 As dur, vl. nákladem, České Budějovice
- 1931 Kornout (s O. Nouzou), vl. nákladem, České Budějovice
- 1932 Prodavač ilusí, vl. nákladem, České Budějovice
- 1933 Zahradník, vl. nákladem, Olomouc
- 1935 Tři písně, vl. nákladem, České Budějovice
- 1935 75. Tatínkovi, vl. nákladem, České Budějovice
- 1936 Podzim, edice Linie sv. 9, České Budějovice
- nevydáno Šlépěje krásy: básně o prostých věcech
- 1937 Klece dní (verše a kresby), edice Blok, sv. č. 4, Dr. J. Kohoutek, Praha
- 1975 Rytíř české řeči (výbor básní), ed. S. Cífka, nakl. Růže České Budějovice
- 2015 Kouzelník s hračkami, hledač nových krás: Básnické dílo Josefa Bartušky, ed. Veronika Košnarová, Jihočeská vědecká knihovna 2015

### Filmová libreta
- 1933 Báseň noci (filmové libreto)[14]
- 1936 Jaro (libreto pro úzkoformátový film)[15]

### Divadelní hra
- 1931 Láska z výkladní skříně (první představení v Dělnickém domě v Českých Budějovicích)

### Ostatní
- Josef Bartuška (ed.), Padesát let Emila Pittera, edice Linie, České Budějovice 1937
- Josef Bartuška: Říkání o řemeslech, SNDK Praha 1950